# Mister Espírito Santo 2015
Mister Espírito Santo 2015 foi uma edição de um tradicional concurso de beleza masculino que seleciona um de seus participantes para que este possa disputar o título nacional de Mister Brasil. O evento foi realizado na Hotel Canto do Sol, localizado na cidade de Vitória no dia 28 de Fevereiro. Participaram no total, 38 candidatos entre 15 e 32 anos.

## Resultados
| Campeão               | Município e Candidato    |
| Mister Espírito Santo | Vila Velha - Fávio Rocha |

## Candidatos
Todos os aspirantes ao título deste ano:
| - Alegre - Thiago Faria - Alfredo Chaves - Luan Barbosa - Aracruz - Dhemerson Salomão - Cariacica - Hallison Campos - Colatina - Renan Bertolani - Conceição da Barra - Djalma Vieira - Domingos Martins - Rodrigo Canali - Ecoporanga - Wendennis Velozo - Guarapari - Darcy Trabach - Ibiraçu - Thiago de Assis - Itarana - Bruno Gomes - Linhares - Jefferson Pavesi - Marechal Floriano - Victor Frizzera - Meaípe - Reinan Ramos | - Mimoso do Sul - Lucas Cerri - Nova Venécia - Aylmer Bolzan - Pedra Azul - Thiago Sabino - Piúma - Roberto Boldrini - Pontal do Ipiranga - Herbert Scarpat - Praia de Jacaraípe - Eduardo Mansur - Praia de Santa Cruz - Raytner Santana - Santa Teresa - Edi Pedrosa - São Mateus - Vinícius Souza - Serra - Estevisson Müller - Viana - Pablo Dettmann - Vila Valério - Leandro Relli - Vila Velha - Fávio Rocha Porfiro - Vitória - Maikel Felipe |